# Lycaena kenteana
Lycaena kenteana är en fjärilsart som beskrevs av Otto Staudinger 1892. Lycaena kenteana ingår i släktet Lycaena och familjen juvelvingar. Inga underarter finns listade i Catalogue of Life.